# Daniel R. Bès
Daniel R. Bès (* 3. Februar 1931 in Argentinien; † 18. November 2023) war ein argentinischer Physiker.
Bès studierte ab 1950 an der Universität von Buenos Aires (Lizenziats-Abschluss 1954) und war 1956 bis 1959 am Niels-Bohr-Institut in Kopenhagen bei Aage Bohr und Ben Mottelson. Dort befasste er sich mit Schwingungen deformierter Kerne. 1960 wurde er an der Universität Buenos Aires promoviert. Ab 1962 lehrte er als Professor an der Universität Buenos Aires, verließ aber 1966 aus politischen Gründen nach dem Militärputsch das Land. 1967/68 war er an der Carnegie Mellon University, 1968 bis 1971 an der University of Minnesota, an der er eine volle Professur erhielt. 1971 kehrte er nach Argentinien zurück und forschte wieder bei der nationalen Atomenergiekommission (Comisión Nacional de Energía Atómica, 1976 bis 1993, wie schon 1953 bis 1961) und für die nationale argentinische Forschungsorganisation (CONICET, Consejo Nacional de Investigaciones Científicas y Técnicas, 1977 bis 2006). 1977 bis 1999 war er Professor an der Universidad Tecnológica Nacional. 1998 bis 2003 war er Dekan der neu gegründeten Fakultät für Ingenieurswesen an der Universidad Favaloro (einer argentinischen Privatuniversität). Er war häufiger Gast am Niels-Bohr-Institut.
Als Kernphysiker befasste er sich unter anderem mit einer Beschreibung von Kernen mit Einzelteilchenanregungen, Zweiteilchen-Paarung und Schwingungsanregungen (wie Quadrupolschwingungen). Von ihm und Kollegen wie Ricardo A. Broglia wurde das als Kernfeldtheorie bezeichnet.
1994 bis 1998 war er Präsident der argentinischen physikalischen Gesellschaft. Er war 1989 Mitgründer der Zeitschrift Ciencia Hoy. Neben Physik befasste er sich mit nuklearer Abrüstung und der lateinamerikanischen Schuldenkrise.
Er war Ehrendoktor der Universidad Nacional de San Martin (2008). Er war Mitglied der Academia Nacional de Ciencias Exactas, Físicas y Naturales, der Academia de Ciencias de América Latina und des International Centre for Theoretical Physics. 1996 erhielt er den Bunge und Born Preis und 1983 den Premio Konex in Platin.
Zu seinen Doktoranden gehörte Jorge Kurchan.

## Schriften (Auswahl)
Bücher
- Quantum Mechanics: A modern and concise introductory course, Springer 2007
- mit Jorge Kurchan: Lecture Notes: The treatment of collective coordinates in many body problems, an application of the BRST invariance, World Scientifique 1990

Aufsätze
- The γ-dependent part of the wave functions representing γ-unstable surface vibrations, Nucl. Phys., Band 10, 1959, S. 373–385
- mit Z. Szymanski: The ground-state equilibrium deformation in rare-earth nuclei, Nucl. Phys., Band 28, 1961, S. 42–62
- Beta-vibrations in even nuclei, Nucl. Phys., Band 49, 1963, S. 544–565
- mit P. Federman, E. Maqueda, A. Zuker: Properties of the γ-Vibrational State, Nucl. Phys., Band 65, 1965, S. 1–20
- mit R. A. Broglia: Pairing vibrations, Nuclear Physics, Band 80, 1966, S. 289–313
- mit R. A. Sorensen: The pairing-plus-quadrupole model, in: Advances in Nuclear Physics, 1969, S. 129–222
- mit R. A. Broglia: Effect of the Multipole Pairing and Particle-Hole Fields in the Particle-Vibration Coupling of 209 Pb, I, Phys. Rev. C, Band 3, 1971, S. 2349
- mit G. G. Dussel, R. A. Brogia, R. Liotta, Ben Mottelson: Nuclear field theory as a method of treating the problem of overcompleteness in descriptions involving elementary modes of both quasi-particles and collective type, Phys. Lett. B, Band 52, 1974, S. 253–256
- mit R. A. Broglia, B. S. Nilsson: Microscopic description of isoscalar and isovector giant quadrupole resonances, Physics Reports, Band 16, 1975, S. 1–56
- mit R. A. Broglia, G. G. Dussel, R. J. Liotta, H. M. Sofia: The nuclear field treatment of some exactly soluble models, Nucl. Phys. A, Band 260, 1976, S. 1–26
- mit R. A. Brogia, G. G. Dussel, R. J. Liotta, R. P. J. Perazzo: On the many-body foundation of the nuclear field theory, Nucl. Phys. A, Band 260, 1976, S. 77–94
- mit P. F. Bortignon, R. A. Broglia, R. Liotta: Nuclear field theory, Physics Reports, Band 30, 1977, S. 305–360
- mit R. A. Broglia, E. Maglione, A. Vitturi: Nilsson and interacting-boson-model pictures of deformed nuclei, Phys. Rev. Lett., Band 48, 1982, S. 1001